# 오데르-나이세 공세
오데르-나이세 공세(영어: Battle of the Oder–Neisse)는 1945년 4월부터 1945년 5월까지 옛 폴란드 및 독일 영토에서 붉은 군대가 수행한 일련의 작전을 총칭하는 서구권의 군사용어이다. 붉은 군대는 1945년 1월 비스와-오데르 공세를 성공적으로 수행한 뒤 나치 독일의 수도였던 베를린을 탈환할 기회를 얻었다. 그러나 게오르기 주코프는 공세에 대한 후방의 위협을 제거하고자 포메라니아 지역의 독일군을 소탕하는 데 2달을 소모했고,  이에 따라 공세는 4월부터 개시될 수 있었다.
1945년 4월 초, 붉은 군대는 독일군의 주력을 상대하게 될 제1우크라이나 전선군의 전력을 보강하는 한편, 4월 16일, 붉은 군대는 슈테틴, 젤로고지, 콧부스, 슈프렘베르크 등 전 전선에서 동시다발적으로 포격을 개시한 뒤 오데르-나이세선을 건넜다. 젤로고지 일대에서는 3일 간 치열한 교전이 발생했으며, 이 과정에서 붉은 군대 군인 30,000명 이상이 전사했다. 4월 16일부터 4월 20일까지 붉은 군대 제3근위전차군과 제4근위전차군은 슈프레강을 도하하여 슈프렘베르크와 콧부스를 지나 베를린 방향으로 이동하였고, 4월 20일에는 붉은 군대 일부 부대들이 베를린 교외 지역을 장악하였다. 4월 23일 붉은 군대는 베를린 내부의 독일군과 교외 지역에 있는 독일군 부대의 마지막 연결로를 차단했지만,  붉은 군대가 베를린 포위를 마쳤다고 생각한 것은 4월 25일이었다.
오데르-나이세 공세 당시 이반 코네프 휘하 제3근위전차군과 제4근위전차군의 빠른 진격 속도로 독일 제9군은 할베에서 포위되었다. 한편 바우첸 지역에서 벌어진 전투에서는 독일군이 승리를 거두었고, 이에 따라 베를린 포위에 참가하려던 폴란드 제2군과 제5근위군은 공세 방향을 바꾸어 프라하로의 공세를 준비하게 되었다.

## 같이 보기
- 베를린 전투

## 참고

### 내용주
1. ↑  독일은 젤로고지 전투를 "오데르강 전투"라고 부르며, 러시아/소련은 베를린 시가전을 포함한 4월 16일부터 5월까지의 공세를 "베를린 전략 공세"라고 부른다.[1]